# アルフレート・プファフ
アルフレート・プファフ (Alfred Pfaff, 1926年7月16日 - 2008年12月27日）は、フランクフルト・アム・マイン出身の元西ドイツ代表サッカー選手。現役時代のポジションはMF。

## 経歴
アイントラハト・フランクフルトのユース出身で、1949年から10年以上同クラブでプレーした。リーグ約300試合に出場し、1958-59シーズンにはブンデスリーガ優勝を手にした。1959-60シーズンのUEFAチャンピオンズカップではプレーメーカーとして素晴らしい技術やフリーキックを披露してクラブを準優勝に導き、自身も4得点を挙げた。1954年にはアトレティコ・マドリードからオファーを受けたが、夫人がスペイン行きに反対したことからドイツに留まった。
西ドイツ代表として7キャップ、2得点。同じ時代にフリッツ・ヴァルターがいたことから代表での出場機会は限られていたが、1954年のFIFAワールドカップにも出場。試合には敗れたものの、グループステージでは当時マジック・マジャールと呼ばれたハンガリー代表戦で西ドイツの1点目を記録した。
1962年、36歳で現役を引退。引退後はオーデンヴァルト、シュネーベルクでバーテンダーやホテルの宿主などをしていた。

## 所属クラブ
- 1947-1949  1.ローデルハイマーFC 02
- 1949-1961  アイントラハト・フランクフルト

## 獲得タイトル
- ブンデスリーガ 1958-59
- FIFAワールドカップ 1954